# New York to Barcelona Race
L'IMOCA Ocean Masters New York to Barcelona Race est une course transatlantique à la voile en double faisant partie du circuit IMOCA et reliant New York à Barcelone. La première édition a lieu en 2014 en prélude à la Barcelona World Race.
Les bateaux sont des monocoques 60 pieds IMOCA. Les équipages sont composés de deux skippers et (dans certains cas) d'un équipier média chargé de filmer et photographier à bord.

## Édition 2014
Le départ a eu lieu le 1er juin 2014 à 12h10 (heure de New York).
| Place | Bateau            | Skippers                           | Temps                 |
| ----- | ----------------- | ---------------------------------- | --------------------- |
| 1     | Hugo Boss         | Pepe Ribes & Ryan Breymaier        | 14 j 2 h 44 min 30 s  |
| 2     | Neutrogena        | Guillermo Altadill & Jose Muñoz    | 14 j 6 h 55 min 17 s  |
| 3     | Gaes              | Anna Corbella & Gerard Marin       | 14 j 21 h 21 min 45 s |
| -     | Safran            | Marc Guillemot & Morgan Lagravière | Abandon               |
| -     | Spirit of Hungary | Nándor Fa & Marcell Goszleth       | DNS                   |

Spirit of Hungary a abandonné le 3 juin sans avoir pris le départ par manque de temps de préparation. Le 11 juin, Safran s'est dérouté vers Cadix et a abandonné à cause d'une blessure de Marc Guillemot.